# Csernavölgyi István
Csernavölgyi István (Sárbogárd, 1967. január 12. –)  orvos, belgyógyász, kardiológus, a Fejér Megyei Szent György Egyetemi Oktató Kórház főigazgatója 2010-től. 2020-ban egy – a koronavírus-járvánnyal kapcsolatban – elkövetett kisebb adminisztrációs mulasztás miatt leváltották.

## Tanulmányok
1985-ben érettségizett a sárbogárdi Petőfi Sándor Gimnáziumban. 1991-ben általános orvosi diplomát szerzett a budapesti Semmelweis Ignác Orvostudományi Egyetemen. 1996-ban belgyógyászatból szakvizsgázott, 1999-ben kardiológia szakvizsgát tett, emellett hipertonológia és echokardiográfia szakterületén rendelkezik licencvizsgával.
2012-ben a budapesti Szent István Egyetemen kapott diplomát „Egészségügyi gazdálkodási és stratégiai specialista” szakon.

## Pályafutás
Egyetemi tanulmányai alatt az Országos Mentőszolgálatnál dolgozott mentőtisztként. A diploma megszerzése után a Fejér Megyei Szent György Kórház belgyógyászati osztályán kezdte meg orvosi munkásságát. A Mór Városi Kórházban a kétezres évek elejétől osztályvezető főorvosként, majd orvosigazgatóként tevékenykedett, 2010-től 2020-ig töltötte be a Fejér Megyei Szent György Egyetemi Oktató Kórház főigazgatói posztját, amikor egy koronavírussal kapcsolatos adatszolgáltatási mulasztás miatt leváltották.

## Díjak, elismerések
- 2015 – „ Az év IME előadója”[3] 3. helyezett „A Fejér megyei ellátás helyzete és lehetőségei az egészségügyi struktúra újragondolása kapcsán” témában
- 2017 – A Fejér Megyei Önkormányzat[4] Dr. Berzsenyi Zoltán díja a Fejér megye egészségügyi ellátásáért végzett áldozatos munkájának elismeréseként.

## Magánélete
Feleségével közösen három fiúgyermeket nevelnek.
Az egészséges életmód és a sport elhivatott támogatójaként több éven keresztül betöltötte a Móri Öttusa Sport Egyesület és a székesfehérvári Alba Öttusa SE elnöki tisztségét.